# Златко Крмпотић
Златко Крмпотић (Београд, 7. август 1958) је фудбалски тренер и бивши југословенски фудбалер. Играо је на позицији одбрамбеног играча.

## Каријера
Каријеру је започео у клубу АИК из Бачке Тополе као нападач а касније се у Црвеној звезди афирмисао на месту десног бека. Прешао је у београдску Црвену звезду 1975. године. За „црвено-беле“ је наступао на 397 мечева.
У репрезентацији је дебитовао 15. новембра 1980. против Италије у Торину. Учествовао је на Светском првенству у Шпанији 1982. Задњу утакмицу за репрезентацију је играо 13. октобра 1982. против Норвежана у Ослу.
Тренерску каријеру је започео у АИК-у из Бачке Тополе, да би затим тренирао грчки Панилијакос, шведски Дегерфорш, македонску Слогу и турски Анкарагучу, ОФК Београд, Обилић, казахстански Каират и кувајтску Казму. Такође је био и селектор кадетске репрезентације Србије и Црне Горе и омладинске селекције Србије 2008. године, која се није пласирала на Европско првенство у Чешкој.